# Подлегуж
Подлегуж (пол. Podlegórz) — село в Польщі, у гміні Тшебехув Зеленогурського повіту Любуського воєводства.
Населення — 310 осіб (2011).
У 1975-1998 роках село належало до Зеленогурського воєводства.

## Демографія
Демографічна структура станом на 31 березня 2011 року:
|          | Загалом | Допрацездатний вік | Працездатний вік | Постпрацездатний вік |
| -------- | ------- | ------------------ | ---------------- | -------------------- |
| Чоловіки | 155     | 36                 | 109              | 10                   |
| Жінки    | 155     | 31                 | 91               | 33                   |
| Разом    | 310     | 67                 | 200              | 43                   |